# 朝鮮世宗
朝鮮世宗（：／ Joseon Sejong；1397年5月7日—1450年4月8日），姓李，諱祹（：／ Yi Do），字元正（：／ Wonjeong），初名莫同（：／ Mak dong），朝鲜王朝的第4代国王，1418年至1450年在位。在位期間，世宗發明了訓民正音，對韓國之後的語言和文化發展帶來深遠影響。韓國人認為他對國家貢獻巨大，後世的韓國史學家通常都尊稱他為世宗大王（：／ Sejong Daewang），同时，他也被称为“海东堯舜”。
死後庙号世宗，明朝賜諡号莊宪，朝鮮加諡曰莊宪英文睿武仁聖明孝大王（：／ Jangheon yeongmun yemu inseong myeonghyo daewang）。

## 生平经历
世宗生于1397年（洪武三十年，朝鲜太祖六年）四月十日，是朝鲜太宗與元敬王后閔氏的第三个儿子。1408年，（永乐六年，朝鮮太宗八年），12歲時被封为忠寧君，和沈氏（后来的昭宪王后）结婚。1413年進封忠寧大君。
忠宁大君才华横溢，很受太宗喜爱。1418年，太宗废黜德行有亏的世子李禔，本意改立李禔的两个儿子为储君，随即又听从領議政柳廷顯等的意见另择贤者为储君，太宗指朝鲜君主将来必须劝酒讨好明朝使臣，不立不能饮酒的次子孝宁大君，于是立忠宁大君为世子。柳廷顯等也说自己所说的择贤指的就是忠宁大君。同年太宗禪讓，世宗即位，不过太宗在宫内仍掌握军事大权直到其1422年去世。
世宗在位期间，朝鲜社会文化得到长足发展，国家繁荣强大。世宗被认为是朝鲜王朝的最出色的国王之一，因此被尊称为“世宗大王”。
1450年世宗去世，初葬广州献陵，1469年睿宗將其移葬骊州城山英陵。

## 主要成就

### 巩固军事
1419年5月，世宗在太宗的建议下，發起己亥东征，目的是清除对马海峡倭寇的侵扰。此役朝鲜軍擊斃倭寇700名、逮捕110名，并释放了至少140名被倭寇抓走的中国人。朝鲜方面则有180人阵亡。1419年9月，对马海峡倭寇首领宗貞盛（韓稱平真盛）被擊敗。1443年，癸亥条约签订，对马海峡倭寇首领接受朝鲜王朝對該海域的宗主权，而朝鲜方面也给与平氏倭寇在对马海峡与朝鲜的贸易优先权。
在北部边疆，世宗下令修建了四郡六镇以加强边防。世宗还制定了诸多巩固国防的法规，并倡导新武器的发明和发展。在世宗的带领下，朝鲜研制出了许多火箭及火炮，如對神機箭的改造。
1433年，世宗派金宗瑞击败女真兀狄哈部落，巩固了对朝鲜半岛东北部咸镜道等地方的统治。
目前朝鲜半岛的领土基本上与世宗时期相符。

### 发展科技

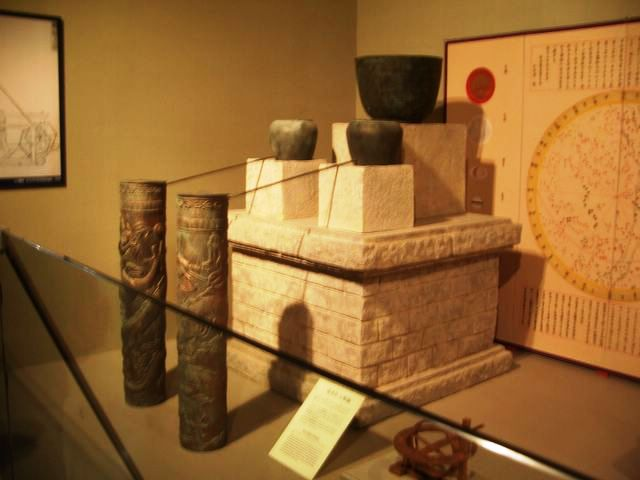
蒋英实为世宗研制的水鐘模型

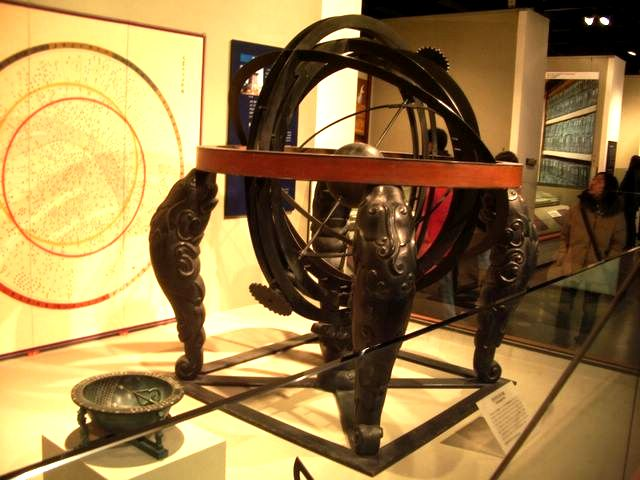
蒋英实为世宗研制的浑天仪和日晷

世宗时期朝鲜的科学技术得到迅猛发展。世宗下令让人整理朝鲜半岛各地的农耕技术，并编定成书，以帮助农民提高农业产量。1429年在世宗监督下写成的《农事直说》是朝鲜第一部农书，记录了种植、收获、播种和土壤处理等农业技术。世宗还根据朝鲜的经济状况，调节农税。使农民可以用心耕作，不用担心农民税。宫廷储粮有盈余时，世宗还会将余粮发放给穷人。
世宗时期朝鲜有一位有名的发明家蒋英实。蒋英实天资聪明但出身低微。世宗的父亲太宗发现蒋英实的才华后立即将其叫到宫中授予官职，并命其进行发明。太宗此举受到宫内大臣的抗议，认为像蒋英实出身这么低微的人是不可以给与此地位的。但世宗却对蒋英实充满信心。在世宗的支持下，蒋英实参考中国和阿拉伯典籍研製出朝鲜王朝自己的水鐘、浑天仪和日晷。
蒋英实最著名的发明是他1442年发明的朝鲜半岛历史上第一个雨量计，一个用于测量雨水的标准体积的容器。不过他的发明并没有保留下来。现存最早的雨量计是1770年朝鮮英祖时期制作的。据《承政院日记》记载，朝鮮英祖希望恢复朝鲜在世宗时期的繁荣。在世宗时期的年鉴中，英祖发现了雨量计，于是下令复制。
世宗还下令改革历法，将朝鲜历法纬度从北京改为汉城。新的历法使朝鲜天文学家更加准确预定日食和月食的时间。
世宗时期，朝鲜传统医学也得到很大发展。《医方类聚》和《乡药集成方》的发表被一些历史学者认为是朝鲜传统医学与中医的分水岭。

### 文化

#### 语言文学

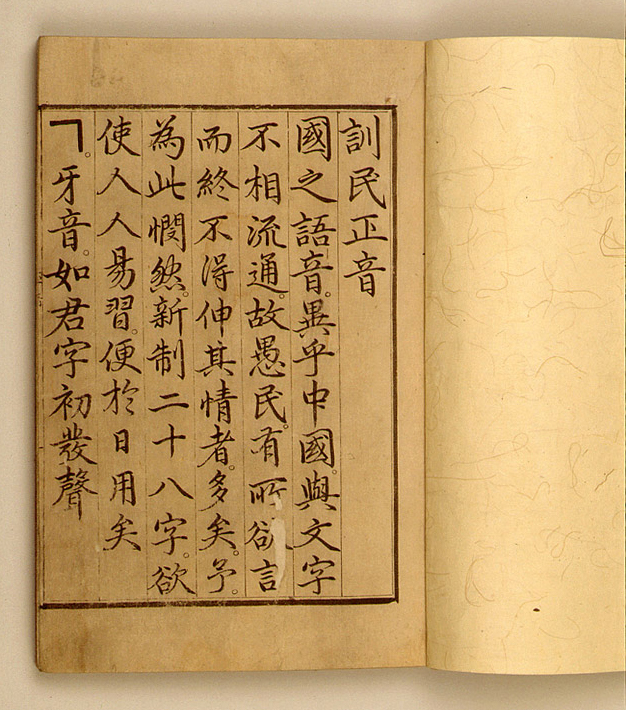
《训民正音》

世宗大力倡导朝鲜臣民学习文学。世宗在景福宮建立集贤殿，亲自选拔人才进行各种的学术研究。
其中最著名的是1443年发明谚文书写系统且編著了《训民正音》。朝鲜谚文的发明，大幅提升朝鲜平民的知識普及。
世宗本人的文学造詣亦不俗，著有《龙飞御天歌》及《释谱详节》等书。

#### 取缔伊斯兰教
1427年农历四月初四，禮曹建议取缔伊斯兰教服装、祝頌禮，世宗表示赞成。高丽时期，元朝穆斯林随蒙古人进入高丽，传播伊斯兰教，李朝初期，沿袭了高丽的做法，允许伊斯兰教礼仪朝贺，惟因憂慮影響朝鮮的儒教文化，至此被取缔。此后伊斯蘭教在韓國幾乎不存在。在20世紀大韓民國成立後，為引進外來勞工才重新引入。

## 家庭成员

### 王后
| 稱號         | 生卒年     | 本貫 | 父母                                | 備註         |
| ------------ | ---------- | ---- | ----------------------------------- | ------------ |
| 昭憲王后沈氏 | 1395－1446 | 青松 | 靑川府院君沈溫 三韓國大夫人順興安氏 | 誕八子二女。 |

### 後宮
| 稱號                    | 生卒年     | 本貫 | 父母            | 備註                             |
| ----------------------- | ---------- | ---- | --------------- | -------------------------------- |
| 慎嬪金氏                | 1406－1464 | 淸州 | 金元 朔寧高氏   | 誕六子二女。                     |
| 愍貞嬪楊氏 （惠嬪楊氏） | ？－1455   | 淸州 | 楊景 李氏       | 誕三子。                         |
| 令嬪姜氏                | ？－1483   | 晉州 |                 | 誕一子。                         |
| 貴人朴氏                | ？－？     | 密陽 | 朴剛生 坡平尹氏 |                                  |
| 貴人崔氏                | ？－？     | 全州 | 崔士儀 順天朴氏 | 初封明懿宮主，世宗十年改封貴人。 |
| 淑儀曹氏                | ？－？     |      |                 | [ 13 ]                           |
| 昭容洪氏                | ？－？     |      |                 | 兄長洪有勤                       |
| 淑容洪氏                | ？－1452   |      |                 | [ 17 ]                           |
| 淑媛李氏                | ？－？     |      |                 |                                  |
| 尚寢宋氏                | 1396－1463 |      |                 | [ 18 ]                           |
| 司記車氏                | ？－1444   |      |                 | 世宗26年遭雷擊喪命。             |

### 子女

#### 子
| 序     | 稱號     | 名 | 生年 | 卒年 | 生母     | 配偶                                  | 備註                                                                                             |
| ------ | -------- | -- | ---- | ---- | -------- | ------------------------------------- | ------------------------------------------------------------------------------------------------ |
| 嫡長子 | 文宗大王 | 珦 | 1414 | 1452 | 昭憲王后 | 顯德王后安東權氏                      | 朝鮮第五代君主。                                                                                 |
| 嫡二子 | 世祖大王 | 瑈 | 1417 | 1468 | 昭憲王后 | 貞熹王后坡平尹氏                      | 朝鮮第七代君主。                                                                                 |
| 嫡三子 | 安平大君 | 瑢 | 1418 | 1453 | 昭憲王后 | 府夫人迎日鄭氏 (？-1453年)            | 字淸之，號匪懈堂、琅玕居士。端宗元年賜死，英祖年間復官，諡章昭。正祖時配享於莊陵忠臣壇。         |
| 嫡四子 | 臨瀛大君 | 璆 | 1420 | 1469 | 昭憲王后 | 宜寧南氏 齊安府夫人全州崔氏           | 字獻之，諡貞簡。外孫女是燕山君之妻廢妃慎氏，外曾孫女是中宗元妃端敬王后。                         |
| 嫡五子 | 廣平大君 | 璵 | 1425 | 1444 | 昭憲王后 | 永嘉府夫人平山申氏 (1426年-1498年)    | ①字煥之，號明誠堂，諡章懿。 ②過繼給叔公撫安大君李芳蕃（太祖之子，早夭）為嗣。                    |
| 庶長子 | 和義君   | 瓔 | 1425 | ？   | 令嬪姜氏 | 郡夫人密陽朴氏                        | 字良之。世祖三年遭流放，中宗年間復官，英祖年間諡忠景。正祖時配享於莊陵忠臣壇。                   |
| 嫡六子 | 錦城大君 | 瑜 | 1426 | 1457 | 昭憲王后 | 完山府夫人全州崔氏                    | 試圖幫助端宗復位，於世祖三年賜死，英祖年間諡貞愍。正祖時配享於莊陵忠臣壇。                       |
| 庶二子 | 桂陽君   | 璔 | 1427 | 1464 | 愼嬪金氏 | 旌善郡夫人淸州韓氏 (1426年-1480年)    | 字顯之，諡忠昭。妻子是昭惠王后之姊。                                                             |
| 嫡七子 | 平原大君 | 琳 | 1427 | 1445 | 昭憲王后 | 江寧府夫人南陽洪氏                    | ①字珍之，號謹行堂。初諡靖德，後改定憲。 ②早逝無子，以姪孫齊安大君李琄為嗣。                      |
| 庶三子 | 義昌君   | 玒 | 1428 | 1460 | 愼嬪金氏 | 梁源郡夫人延安金氏                    | 諡剛悼。外孫為成宗女婿高原尉申沆。                                                               |
| 庶四子 | 漢南君   |    | 1429 | 1459 | 惠嬪楊氏 | 安東郡夫人權氏                        | 世祖三年遭流放，五年病逝。英祖年間諡貞悼。正祖時配享於莊陵忠臣壇。                               |
| 庶五子 | 密城君   | 琛 | 1430 | 1479 | 愼嬪金氏 | 豊德郡夫人驪興閔氏 (1428年-1497年)    | 字文之，初諡章孝，後改孝僖。                                                                     |
| 庶六子 | 壽春君   | 玹 | 1431 | 1455 | 惠嬪楊氏 | 榮川郡夫人迎日鄭氏                    | 諡安悼。                                                                                         |
| 庶七子 | 翼峴君   | 璭 | 1431 | 1463 | 愼嬪金氏 | 金堤郡夫人平壤趙氏                    | 字光之，諡忠成。                                                                                 |
| 嫡八子 | 永膺大君 | 琰 | 1434 | 1467 | 昭憲王后 | 帶方府夫人礪山宋氏 春城府夫人海州鄭氏 |                                                                                                  |
| 庶八子 | 永豊君   | 瑔 | 1434 | 1457 | 惠嬪楊氏 | 郡夫人順天朴氏                        | 妻子是死六臣之一的朴彭年之女。世祖三年遭流放，肅宗時期復官，後諡貞烈。正祖時期配享於莊陵忠臣壇。 |
| 庶九子 | 寧海君   | 瑭 | 1435 | 1477 | 愼嬪金氏 | 林川郡夫人平山申氏                    | 初名璋，後改瑭。諡安悼。                                                                         |
| 庶十子 | 潭陽君   | 璖 | 1439 | 1450 | 愼嬪金氏 | 無                                    | 早卒。初諡懷簡，後改夷哀。姪子江陽君李潚為後嗣。                                                 |

#### 女
| 序     | 稱號     | 名 | 生年 | 卒年 | 生母     | 配偶                         | 備註           |
| ------ | -------- | -- | ---- | ---- | -------- | ---------------------------- | -------------- |
| 嫡長女 | 貞昭公主 |    | 1412 | 1424 | 昭憲王后 | 無                           | 早卒追贈公主。 |
| 嫡二女 | 貞懿公主 |    | 1415 | 1477 | 昭憲王后 | 延昌尉安孟聃 (1415年-1462年) |                |
| 庶長女 | 貞顯翁主 |    | 1425 | 1480 | 尙寢宋氏 | 鈴川君尹師路 (1423年-1463年) |                |
|        | 王女     |    | ？   | 1429 |          | 無                           | 早夭，無封號。 |
|        | 王女     |    | 1430 | 1431 | 司記車氏 | 無                           | 早夭，無封號。 |
|        | 王女     |    | ？   | ？   | 慎嬪金氏 | 無                           | 早夭，無封號。 |
| 庶二女 | 貞安翁主 |    | ？   | 1461 | 淑媛李氏 | 靑城尉沈安義 (1438年-1476年) | [ 53 ] [ 54 ]  |

## 后世纪念

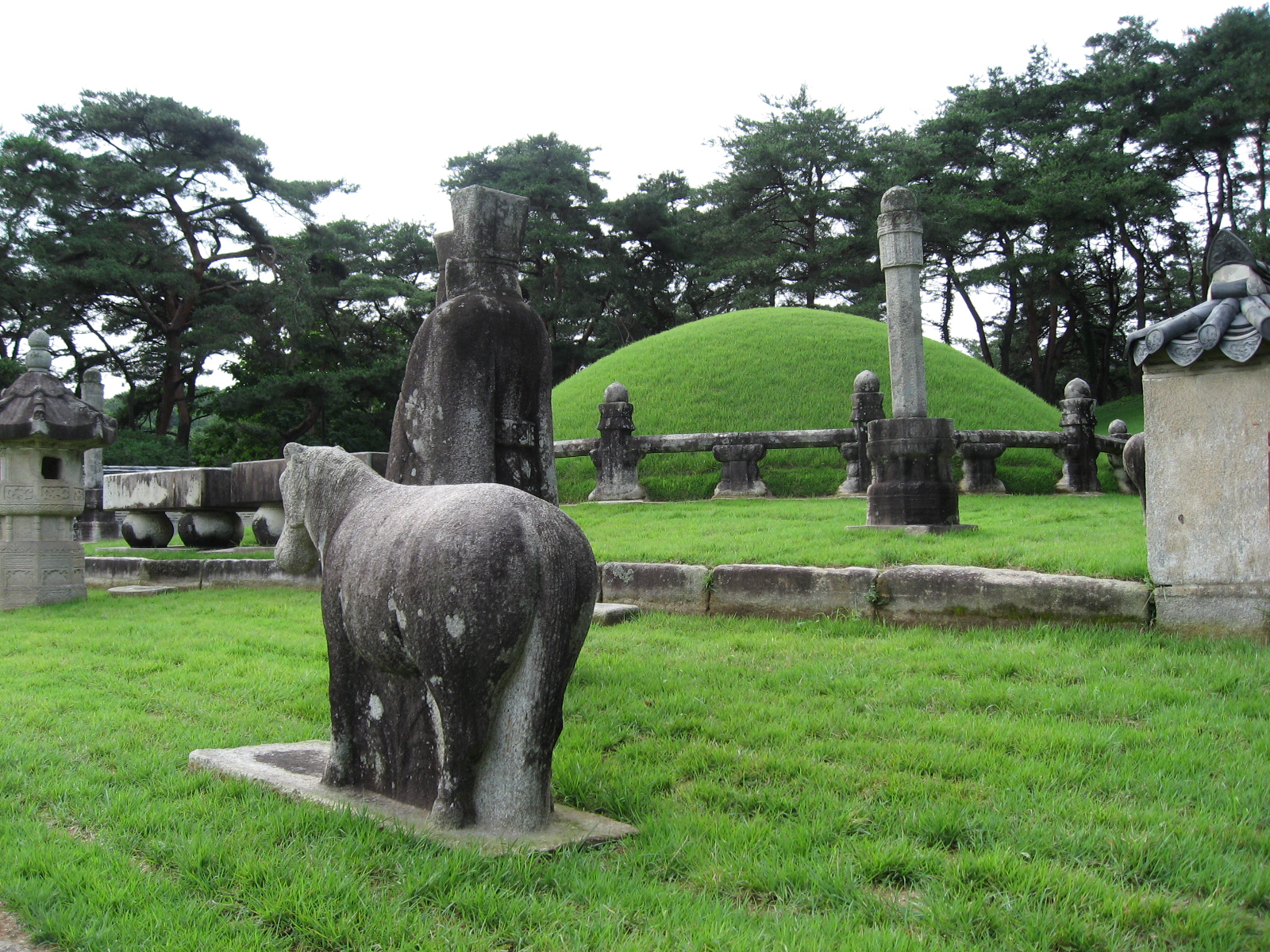
世宗陵英陵

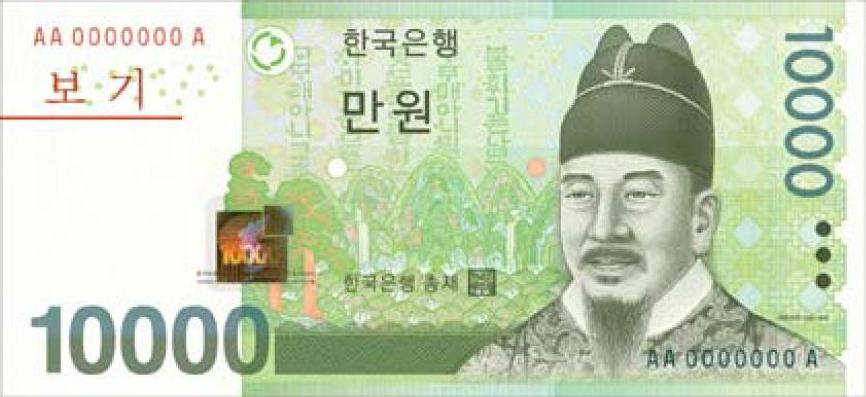
一万韩元上的世宗头像

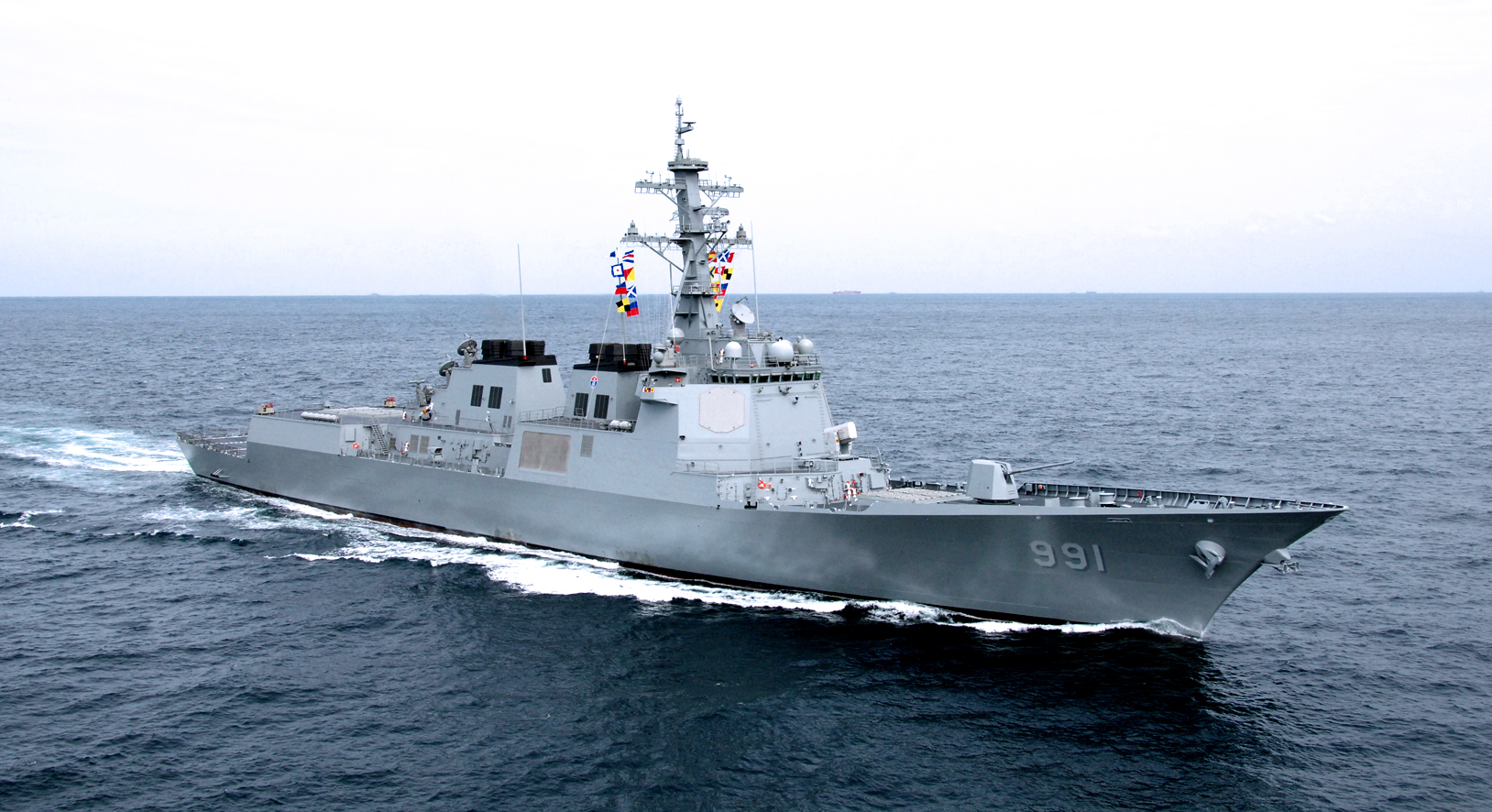
世宗大王級驅逐艦

由於世宗對韓國的影響之大，今日的韓國，有許多事物以紀念世宗大王來命名。10000韩圆纸币的正面图案即为世宗大王头像，例如首爾的世宗文化會館及世宗路、世宗大王級驅逐艦、南极科学考察站世宗科學基地、世宗特別自治市等等；國際跆拳道聯盟共有二十四套拳法，其中的一個套路也為紀念他而命名為「世宗」。
世宗的生日為農曆四月初十，以儒略曆推算是1397年5月7日，不過若以前公历（格里曆）推算則為1397年5月15日；5月15日被視為世宗大王誕辰日，這一天也被定為韓國的教师节。

## 相關影視作品
- 世宗大王：1970年KBS電視劇，南一祐飾
- 世宗大王：1978年電影，姜申星一（朝鲜语：강신성일）飾
- 朝鮮王朝五百年－根深的木（朝鲜语：뿌리깊은 나무 (MBC)）：1983年MBC電視劇，韩仁守（朝鲜语：한인수 (배우)）飾
- 龍之淚：1996年KBS電視劇，安在模飾
- 王與妃：1998年KBS電視劇，宋在浩（朝鲜语：송재호）飾
- 大王世宗：2008年KBS電視劇，李玹雨、金相慶飾
- 神機箭：2008年電影，安聖基飾
- 根深蒂固的樹：2011年SBS電視劇，宋仲基、韓石圭飾
- 仁粹大妃：2011年JTBC電視劇，全茂松（朝鲜语：전무송）飾
- 撲通撲通LOVE：2015年MBC電視劇，尹斗俊飾
- 六龍飛天：2015年KBS電視劇，南多凜飾
- 蔣英實：2016年KBS電視劇，金相慶飾
- 王的文字：2019年電影，宋康昊飾
- 朝鮮驅魔師：2021年SBS電視劇，張東潤飾
- 太宗李芳遠：2021年KBS電視劇，金珉基飾

## 外部連結
- 世宗大王紀念事業會 （页面存档备份，存于）

| 朝鲜世宗        |                             |                 |
| 前任： 朝鮮太宗 | 朝鲜王朝國王 1418年－1450年 | 繼任： 朝鲜文宗 |